# خسته (فیلم ۱۹۹۸)
خسته (به انگلیسی: Jaded) فیلمی محصول سال ۱۹۹۸ و به کارگردانی کارین کروث است. در این فیلم بازیگرانی همچون کارلا گوجینو، ریا کایهلستد، کریستوفر مک‌دونالد، آنا تامسون، لورین توسان، الن گرین، کاترین دنت، فرانکی فیزن، رابرت نپر و آیدا تورتورو ایفای نقش کرده‌اند.